# Fussballclub Naters
Il Fussballclub Naters è una società calcistica svizzera, con sede a Naters, nella zona germanofona del Canton Vallese.
Fondata nel 1958, vanta come miglior risultato la disputa del torneo di seconda serie, la Nationalliga B, nel 1995-96.
Milita in 1ª Lega, la quarta divisione nazionale svizzera.